# GZ Возничего
GZ Возничего (лат. GZ Aurigae) — двойная звезда в созвездии Возничего на расстоянии приблизительно 544 световых лет (около 167 парсеков) от Солнца. Видимая звёздная величина звезды — от +16,3m до +13,5m.

## Характеристики
Первый компонент — красная эруптивная неправильная переменная звезда (IS:) спектрального класса M1,5. Эффективная температура — около 4306 К.